# Amorpha crenulata
Amorpha crenulata là một loài thực vật có hoa trong họ Đậu. Loài này được Rydb. miêu tả khoa học đầu tiên.